# Игуман Севастијан (Перић)
Севастијан (световно Стеван Перић; Самош, код Ковачице, 9. октобар 1879 — Манастир Љубостиња, 5. фебруар 1951) био је православни игуман, старешина Манастира Љубостиње.

## Биографија
Игуман Севастијан (Перић) рођен је 9. октобара 1879. године у Самошу код Ковачице као Стеван Перић, од оца Милоша и мајке Пијаде.
Севастијан Перић је као јеромонах дошао у Манастир Љубостињу, вероватно, између 1910. и 1914. године. У време аустроугарске окупације, 24. октобара 1915. године, када је 57. аустроугарска дивизија ушла у манастир, монашко братство су чинили: архимандрит Константин (Поповић) из Брекова код Чачка, јеромонах Севастијан (Перић) из Самоша у Банату и јеромонах Рувим (Павловић) из Пољне код Трстеника. Оптужени су да су скривали део архиве српске Владе у Љубостињи и отерани су у ропство. Севастијан је као заробљеник рат провео у логору Ашах у Аустрији.
Након Великог рата јеромонах Севастијан се вратио у Манастир Љубостињу, где га је владика жички господин Николај Велимировић, приликом посете манастиру 1919. године, одликовао Црвеним појасом за досадање реновање у монашкој дужности као и јавном раду његовом.
Исте, 1919. године, велики пријатељ владике жичког г. Николаја Велимировића, велики научник и добротвор, др Михајло Пупин, проф. из Америке и др Вој. Јанић, проф. богословије, посетили су овчарске манастире, Жичу, Студеницу и Љубостињу.
Следеће, 1920. године, старешини манастира Љубостиње архимандриту г. Константину уважена је оставка, а за старешину је постављен јеромонах Севастијан Перић. Године 1921. „На предлог Преосвећеног Епископа Господина др Николаја, Свети Архијерејски Сабор изволео је, поводом успостављања Српске Патријаршије и избора Првог Српског Патријарха одликовати и то: чином игумана: јеромонаха Севастијана, стар. Манастира Љубостиње.
Игуман Севастијан је у Љубостињи све до 1932. године када је премештен у Манастир Вујан, а, на свој захтев, одмах и у Манастир Драчу. Од тада о Севастијану нема података све до 1941. године, до почетка Другог светског рата, где се као избеглица из Манастира Вољавче склонио у Манастир Студеницу.
Игуман љубостињски, Севастијан, од 1919. до 1931. године објављује песме и текстове у „Прегледу“, часопису жичке епархије, чији је активан сарадник, а 1927. и 1928. године је и члан Редакционог одбора „Прегледа“ и Жичке библиотеке „Св. Лазар“.
Упокојио се у Господу у родном Самошу 5. фебруара 1951. године а сахрањен је у Манастиру Љубостињи.

## Дела
Написао
- Манастир Љубостиња 1921.
- На водама Вавилонским, Крагујевац, 1926.
- Манастир Љубостиња, друго издање 1928.
- Крици божјег црва, Београд, 1940.

Перић се потписивао као Севастијан Путник.